# Prema ništici
Prema ništici (izdana 1943.) je kriminalistički roman Agathe Christie s Načelnikom Battleom u glavoj ulozi.

## Radnja
Koja je veza između neuspjelog pokušaja samoubojstva, pogrešne optužbe za napad na djevojčicu i romantičnog života poznatog tenisača? Obični promatrač vjerojatno neće pronaći nikakvu vezu. Međutim kada se skupe uzvanici na kućnoj zabavi na imanju Gull's Point, u primorskoj kući postarije udovice, raniji će događaji poprimiti dramatično značenje.

## Likovi
- Lady Camilla Tressilian, domaćica zabave
- Mary Aldin, Lady Camillina tajnica
- Nevile Strange, zgodni tenisač
- Kay Strange, njegova prelijepa druga supruga
- Audrey Strange, njegova prelijepa prva supruga
- Edward (Ted) Latimer, Kayin prijatelj
- Thomas Royde, Audreyin daleki rođak
- Mr. Treves, Lady Camillin zaštitnik
- Andrew MacWhirter, čovjek koji je pokušao samoubojstvo
- Inspektor James Leach, Battleov nećak
- Načelnik Battle, riješi slučaj zajedno s nećakom